# Michèle Sylvander
 (novembre 2017).
Michèle Sylvander, née en 1944, est une artiste française.
Elle vit et travaille à Marseille[réf. nécessaire]. Elle présente en France et à l'étranger, des expositions monographiques ou collectives. Elle a enseigné à l’École des Beaux-Arts de Marseille-Luminy.
Michèle Sylvander développe un travail artistique qui s’appuie principalement sur la photographie, mais déploie également ses formes dans l’installation, le dessin ou la vidéo.
L’autoportrait et la vie de famille y occupent une place centrale ; à travers eux, l’artiste affirme le point de vue suivant lequel la proximité de l’expérience personnelle contient une certaine forme d’universalité. Ils[Qui ?] disent aussi qu’il y a là le nœud de la construction sociale (le « moi » dans le petit jeu de la cellule familiale comme métonymie du « moi » sur la grande scène du monde).

## Biographie
Après une enfance passée en Allemagne, au Maroc et en Algérie, Michèle Sylvander fait ses études à l’École des Beaux-Arts de Marseille - Luminy où elle rencontre son mari, l’architecte Harald Sylvander.
Elle rejoint la galerie Roger Pailhas, à Marseille, en 1989 conjointement avec la galerie Luis Serpa, à Lisbonne, avant de travailler avec la galerie de Marseille et la Gandy Gallery, à Bratislava.
François Bret, alors directeur de l'école des Beaux-Arts, lui consacre sa première exposition, Le Passe-Parole en 1971. D'ores et déjà le portrait de famille est présent, la relation amicale ou familiale étant déterminante dans son travail. Elle abandonne progressivement une peinture « narrative » pour se tourner vers la photographie en 1993. La question de l'autoportrait occupe tout d'abord sa pratique. C'est une fille et La Fautive sont les deux œuvres emblématiques de cette période. À ce propos, Jean-Christophe Royoux cite Montaigne qui disait que ce sujet était la matière première de ces livres. Dans un entretien avec Jérôme Sans en 2000, elle dira qu'il est pratique de se servir de soi.
Parallèlement aux photographies qu'elle sacralise en les exposant, Michèle Sylvander « photographie son monde en toutes occasions, des plus anodines, aux plus sociales aux plus mondaines. Elle cadre son entourage de l'obsession de son regard. Il en résulte des centaines de tirages, classés, répertoriées, conservés et envoyés aux intéressés. Au-delà du plaisir et du déplaisir de recevoir des images de soi, ces envois sont terrifiants. Les clichés sans pitié, sans concessions pour les sujets photographiés d'une part. D'autre part, ils pointent, après quelques envois successifs le caractère incestueux et clos d'une société. »
Sa première vidéo insomnie relève de la performance. Elle se servira plus tard d'archives familiales pour construire de nouvelles vidéos comme pourquoi tu pars ou la convocation. Only you est une vidéo dédiée à sa mère.

## Expositions

### Choix d'expositions individuelles et collectives
- 1985 : Fire/Nze, commissaire Mario Mariotti, Église Santo Spirito, Florence, Italie
- 1993 : Galerie Roger Pailhas, Paris
- 1990 : Galerie Roger Pailhas, Marseille
- 1991 : Neuf artistes québécois, sept artistes français, Centre national d'art contemporain de Montréal, Canada
- 1996 : L'art au corps, commissaire Philippe Vergne, MAC, Galeries contemporaines des Musées de Marseille, Marseille
- 1996 : La mode au corps, commissaire Olivier Saillard, Musée de la Mode, Marseille
- 1996 : Praticas Transgressivas, women in red, Galerie Luis Serpa, Lisbonne, Portugal
- 1996 : 10 ans déjà, Galerie Roger Pailhas, Marseille ; Ils collectionnent, le retour, MAC, Galeries contemporaines des Musées de Marseille, Marseille
- 1996 : Logo non logo, Thread Waxing Space, New York, États-Unis
- 1997 : Reviews, Galerie Roger Pailhas, Marseille
- 1998 : Fait sur mesure, Centre de la Vieille Charité, Musées de Marseille, Ateliers d'artistes/Office de la Culture, Marseille
- 1998 : Paris photo, Carrousel du Louvre, Paris
- 1999 : Kunstmesse, Bâle, Suisse
- 2000 : Galerie Luis Serpa, Lisbonne
- 2000 : Droit de visite, Villa Noailles, Hyères
- 2000 : Arte Marsiglia, Centre culturel français de Turin, Italie
- 2000 : Art Basel, stand Galerie Roger Pailhas
- 2000 : Kunstmesse, Bâle, Suisse :  Narcisse blessé, Passage de Retz, Paris
- 2000 : Séquences, Galerie Roger Pailhas, Marseille
- 2000 : Art Basel, Galerie Roger Pailhas
- 2002 : Reflected Images, Kunstaus de Hamburg, Allemagne
- 2002 : Reflected Images, Ateliers d'artistes de la ville de Marseille Reflected Images, Kunsthalle de Berne, Suisse
- 2003 : Cara a Cara, Culturgest de Lisbonne, Portugal
- 2005 : À mon retour je te raconte, Château de Servières, Marseille
- 2005 : La collection, l'art, la vie, le corps, Musée d'art contemporain de Marseille
- 2005 : A visages découverts, le 10neuf, Centre d'art contemporain, Montbéliard
- 2006 : L'art d'une vie hommage à Roger Pailhas, [mac] musée d'art contemporain, Marseille
- 2012 : La Répétition, Michèle Sylvander, Galerieofmarseille, Marseille
- 2002 : Un monde presque parfait, Mac, Galeries contemporaines des musées de Marseille
- 2004 : Je t'envisage, Musée de l'Elysée, Lausanne, Suisse
- 2004 : Elles photographient, Maison de la photographie, Toulon
- 2008 : La fascination des Ulysses Michele Sylvander, Marie Bovo, Galerie Luis Serpa, Lisbonne, Portugal
- 2008 : Promenade en Céphalée, Espace d'art Le Moulin, La Valette-du-Var
- 2008 : Dont acte(s) 2, Galerieofmarseille, Marseille
- 2008 : La Fascination des Ulysses, Galerie Luis Serpa Projectos, Lisbonne, Portugal
- 2008 : Marseille, Artistes Associés, collection FRAC, Centre de la vieille Charité, Marseille  Avec les Maîtres, commissaire Michel Enrici, Musée Cantini, Marseille
- 2009 : Les Femmes parlent, Gandy Gallery, Bratislava, Slovaquie
- 2011 : Almost Beautiful Life, Michèle Sylvander, Pavlina Fichta Cierna, Gandygallery, Bratislava, Slovaquie
- 2012 : 20 years of Gandy Gallery, Bratislava, Slovaquie Galerie l'Hoste Art contemporain, Arles
- 2012 : Au fil de l'eau, Centre de la Vieille Charité, Marseille 2011
- 2012 : O Fascinio de Ulisses, MEIAC, Museo Extremeño Ibero Americano de Arte Contemporáneo, Badajoz, Espagne For intérieur
- 2012 : Festival voies off, Michel Poivert, Arles
- 2013 : Ikono on Air Festival, Ikono TV, festival vidéo, Berlin, Allemagne
- 2013 : Apparences privées, autoportraits d'artistes contemporains, œuvres de la Collection [Safira & Luís] Serpa et de la Collection de la  Fundação Arpad Szenes_Vieira da Silva, Lisbonne, Portugal
- 2013 : Viennafair, Stand Gandy gallery, Vienne, Autriche
- 2013 : Au Bazar du genre, Mucem, Marseille
- 2015 : 20 ans, Anniversaire du MAC, Musée d'Art contemporain de Marseille
- 2015 : Travelling, Galerie Karima Célestin, Marseille
- 2015 : Women on paper, Gandy gallery, Bratislava
- 2016 : Quand la matière devient forme, collection de Sébastien Peyret, Centre d'Art Contemporain,Istres
- 2016 : My Body is a Cage, Musée du Grand Hornu, Belgique, Collection du MAC, Marseille
- 2016 : Café in, Mucem, Marseille
- 2016 : Le Rêve, Musée Cantini, Marseille

## Œuvres dans l’espace public
Michèle Sylvander a réalisé de nombreuses œuvres dans l’espace public, dont une station de métro à Marseille.

## Catalogues

### Catalogues individuels
- 1995 : 
  - Autoportraits, Bernard Blistène
  - J'entends dire parfois « Tu es encore belle », Antoine de Baecque
  - Sur trois têtes posées là... Philippe Vergne
  - Le retour de Laura Palmer, Galerie Roger Pailhas, Marseille
- 2000 : 
  - Droit de visite, Philippe Vergne : Michèle Sylvander
  - j'ai pas sommeil, Entretien Michèle Sylvander et Jérôme Sans
  - Une femme sous influence, texte de Chantal Akerman, Villa Noailles, Hyères
- 2002 : Un monde presque parfait, textes Nathalie Ergino, Nathalie Quintane et Jean-Christophe Royoux, Mac, Galeries contemporaines des Musées de Marseille
- 2015 : Des histoires, textes de Michel Poivert et Caroline Hancock, éditions P., Marseille

### Catalogues collectifs
- 1991 : Neuf artistes québécois, sept artistes français, Centre national d'art contemporain de Montréal, Canada
- 1994 : Mémoires, texte de Caroline Clément, Musées des Tapisseries, Aix-en-Provence
- 1994 : Logo non logo, textes de Pierre Restany et Robert C. Morgan, Thread Waxing Space, New-York
- 1996 : L'art au corps, notice biographique de Michèle Sylvander par Hélène Defilippi, Galeries contemporaines des Musées de Marseille, Marseille
- 1996 : 10 ans déjà, Galerie Roger Pailhas, Marseille
- 1998 : Fait sur mesure, Centre de la Vieille-Charité, Ateliers d'artistes / Office de la Culture de Marseille, Marseille
- 2000 : Collection 1989/1999 : Frac Provence-Alpes-Côte d'Azur, édition 2000, Actes Sud / Frac Paca
- 2001 : Reflected Images, Kunsthalle de Berne, Suisse
- 2002 : Reflected Images, Kunstaus de Hamburg, Allemagne
- 1984-2004 : Vinte años Galeria Cómicos/Luís Serpa Projectos, Lisbonne, Portugal
- 2004-2005 : A visages découverts. Pratiques contemporaines de l'autoportrait, textes Philippe Cyroulnik, Jean Luc Nancy, , etc., Édition du Centre d'Art Contemporain de Montbéliard, Le 10 neuf
- 2006 : Faire face, édition Actes Sud, trad. anglais, italien
- 2007 : Une Galerie dans la ville, Roger Pailhas, édité par Jean-Louis Maubant, Les Presses du réel, Dijon. MAC - Les collections, Marseille/Paris : direction des Musées de Marseille.
- 2008 : Faire Face, le nouveau portrait photographique de William A. Ewing, Actes Sud, Arles (traduction de 2004)
- 2008 : Marseille Artistes Associés, 1997-2007, coédition Musée de Marseille, Archibooks
- 2010 : La Photographie Contemporaine, Michel Poivert, Flammarion, Paris
- 2012 : Marseille-Culture(s), texte de Hervé Lucien, Editions HC, Paris
- 2012 : La Planque. 13 Ateliers d'artistes à Marseille de Frédéric Valabrègue, éditions Parenthèses, Marseille S.K. beau de Hervé Castanet, édition de La Différence, Paris
- 2013 : Au Bazar du genre édition, coédition MuCEM / Editions Textuel
- 2013 : Musée Cantini, Musée d'Art Contemporain, guide des collections, Artlys éditions
- 2013 : Vincent Romagny, Sources, Editions Vincent Romagny / Rond-Point Project, Paris, Diffusion Les Presses du réel, Dijon